# Important Bird and Biodiversity Area
In base a criteri definiti a livello internazionale, una Important Bird and Biodiversity Area (IBA, lett. "area importante per uccelli e biodiversità"), in precedenza Important Bird Area (IBA), è un'area considerata un habitat importante per la conservazione di popolazioni di uccelli selvatici.
Al 2019 ci sono circa 13 600 IBA nel mondo, in quasi tutti i paesi. L'individuazione dei siti spetta al BirdLife International, che ha sviluppato il programma. Questi siti sono sufficientemente piccoli da essere completamente conservati e differire dagli habitat circostanti per caratteristiche, habitat o importanza ornitologica.
Negli Stati Uniti d'America il programma è amministrato dalla National Audubon Society.
Spesso le IBA sono parte di una rete di aree protette già esistenti in un paese, essendo pertanto tutelate dalla legislazione nazionale. Il riconoscimento legale e la protezione delle IBA che non rientrano nelle aree protette esistenti sono diverse da paese a paese. Alcuni paesi si sono dotati di una Strategia Nazionale di Conservazione delle IBA, mentre in altri non vi è alcuna forma di tutela.

## Criteri
Per essere classificato come IBA, un sito deve soddisfare almeno uno dei seguenti criteri: 
- A1. Specie globalmente minacciate.

Il sito ospita regolarmente un numero significativo di individui di una specie globalmente minacciata, classificata dalla
IUCN Red List come in pericolo critico, in pericolo o vulnerabile.
- A2. Specie a distribuzione ristretta.

Il sito costituisce uno fra i siti selezionati per assicurare che tutte le specie ristrette di un EBA o un SA siano presenti in numero significativo in almeno un sito e preferibilmente in più di uno. 
- A3. Specie ristrette al bioma.

Il sito ospita regolarmente una popolazione significativa di specie la cui distribuzione è interamente o largamente limitata ad un particolare bioma. 
- A4. Congregazioni.
  - i. Questo criterio si riferisce alle specie "acquatiche" come definite da Delaney e Scott [7] ed è basato sul criterio 6 della Convenzione di Ramsar per l'identificazione delle zone umide di importanza internazionale. In funzione di come le specie sono distribuite, la soglia dell'1% per le popolazioni biogeografiche può essere direttamente assunta da Delaney & Scott, essere possono essere generate mediante combinazione di popolazioni migranti all'interno di una regione biogeografica o, per quelle per cui non sono state assegnate soglie quantitative, esse sono determinate a livello regionale o interregionale, a seconda di come sia più appropriato, utilizzando le migliori informazioni disponibili.
  - ii. Questo sito include quelle specie di uccelli marini non inclusi da Delaney e Scott (2002). I dati quantitativi sono assunti da un gran numero di fonti pubblicate e non pubblicate.
  - iii. Questo sito è modellato sulla base del criterio 5 della Convenzione di Ramsar per l'identificazione delle zone umide di importanza internazionale. L'utilizzo di questo criterio è scoraggiato laddove i dati quantitativi sono sufficientemente buoni da permettere l'applicazione dei criteri A4i e A4ii.
  - iv. È noto o si ritiene che il sito possa eccedere la soglia stabilita per le specie migratorie nei siti colli di bottiglia.

In base a tali criteri sono state individuate nel mondo circa 10.000 IBA. 
L'organismo internazionale che sovrintende la protezione delle IBA è BirdLife International, una rete internazionale di organizzazioni per la conservazione dell'avifauna. 
Il referente italiano di Birdlife International è la LIPU (Lega Italiana Protezione Uccelli).
La scelta da parte di individui esperti è comunque non completamente affidabile: uno studio effettuato in America Meridionale ha dimostrato che la copertura necessaria per la conservazione di uccelli a rischio come determinata tramite algoritmi computazionali era raramente sovrapponibile alle IBA, suggerendo che tali metodi dovevano essere utilizzati in maniera complementare rispetto alle scelte dei siti IBA effettuate da esperti.

## Storia
Nel 1985, a seguito di una richiesta specifica della Comunità economica europea, la BirdLife International elaborò una lista di siti da proteggere in maniera prioritaria.
Nel 1989, fu pubblicato un repertorio di IBA dell'Europa.
Dapprima il nome ufficiale di questo tipo di siti era Important Bird Area, da cui l'acronimo IBA, poi al BirdLife World Congress tenutosi in Canada nel 2014 si decise di adottare il nome Important Bird and Biodiversity Area, senza però modificare l'acronimo.

## IBA in Italia
In Italia sono state classificate 172 IBA, per una superficie complessiva di 4.987 ettari.
Attualmente il 31,5% del  territorio complessivo delle IBA risulta designata come Zona di Protezione Speciale  (ZPS) mentre un ulteriore 20%  è proposto come Sito di Importanza Comunitaria (SIC).
Alcune delle più importanti IBA in Italia sono:
Emilia-Romagna
- Costiera dei 4 comuni (RN),
- Celestina (RE),
- Isola Bianca (FE),
- Bianello (RE),
- Torrile (PR).

Lazio
- Castel Di Guido (ROMA),
- Centro Habitat Mediterraneo Ostia Lido (ROMA)

Liguria
- Arcola (SP).

Lombardia
- Bosco Negri (PV),
- Bosco del Vignolo (PV),
- Cesano Maderno (MI/MB),
- Palude di Ostiglia (MN),
- Lancone di Gussola (CR),
- Palude Brabbia (VA).

Molise
- Casacalenda (CB).

Piemonte
- Crava Morozzo (CN),
- Centro Cicogne e Anatidi Racconigi (CN).

Puglia
- Salpi (FG),
- Gravina di Laterza (TA),
- Salinella (TA).

Sardegna
- Carloforte (CA).

Sicilia
- Saline di Priolo (SR),
- Biviere di Gela (CL),
- Pantani di Vendicari (SR)
- Stagnone di Marsala e Saline di Trapani (TP)

Toscana
- Sovicille (SI),
- Santa Luce (PI),
- Campocatino (LU),
- Montepulciano (SI),
- Massaciuccoli (LU).

Veneto
- Centro Cicogne Silea (TV),
- Cave Gaggio (VE),
- Ca' Roman (VE).